# XXIV съезд КПСС
XXIV съезд Коммунисти́ческой па́ртии Сове́тского Сою́за проходил в Москве с 30 марта по 9 апреля 1971 года. На съезде присутствовало 4963 делегата, из них: 4740 — с решающим голосом и 223 — с совещательным голосом.

## Порядок дня
1. Отчётный доклад ЦК КПСС (Л. И. Брежнев)[1].
2. Отчётный доклад Центральной ревизионной комиссии КПСС (Г. Ф. Сизов)[2].
3. Директивы XXIV съезда КПСС по пятилетнему плану развития народного хозяйства СССР на 1971—1975 гг. (А. Н. Косыгин)[3].
4. Выборы центральных органов партии.

## Решения съезда
Главным международным итогом съезда стала изложенная в Отчётном докладе Л. И. Брежнева и принятой по нему резолюции, «Программа мира» — система мероприятий, направленных на коренное улучшение международной обстановки и принципиальную перестройку отношений между государствами. В частности, Программа мира предусматривала:
- ликвидацию военных очагов в Юго-Восточной Азии и на Ближнем Востоке, содействие политическому урегулированию в этих районах, с правом давать немедленный и твёрдый отпор любым актам агрессии и международного произвола;
- отказ от применения силы и угрозы её применения для решения спорных вопросов должен стать законом международной жизни;
- созыв Совещания по вопросам безопасности и сотрудничества в Европе, в том числе для окончательного признания территориальных изменений в Европе, происшедших по итогам 2-й мировой войны;
- осуществление коренного поворота к разрядке и миру в Европе, принятие мер для обеспечения коллективной безопасности;
- подтверждение готовности СССР и других стран — участниц Варшавского договора к его аннулированию при условии одновременного аннулирования договора о создании НАТО. В качестве первого шага предлагалось ликвидировать военные организации ВД и НАТО;
- заключение договоров, запрещающих ядерное, химическое и бактериологическое оружие; борьба за прекращение всюду и всеми испытаний ядерного оружия, включая подземные; создание безъядерных зон в различных районах мира; созыв конференции пяти ядерных держав (на тот момент СССР, США, КНР, Франции, Англии) по ядерному разоружению;
- прекращение гонки вооружений всех видов; заключение договорённостей о сокращении военных расходов в первую очередь крупных государств;
- созыв всемирной конференции по вопросам разоружения во всём их объёме, ликвидации иностранных военных баз, сокращения вооружённых сил и вооружений в Центральной Европе и других районах, где военное противостояние особенно опасно; разработка мер, уменьшающих вероятность случайного возникновения или преднамеренной фабрикации военных инцидентов и их перерастания в международные кризисы и войны;
- завершение претворения в жизнь решения ООН о ликвидации колониальных режимов; всеобщее осуждение и бойкот режимов, проводящих политику расизма и апартеида;
- углубление взаимовыгодного сотрудничества СССР во всех областях с государствами, которые стремятся к этому; участие со всеми другими заинтересованными государствами в решении глобальных проблем, включая сохранение природной среды, освоение энергетических и других природных ресурсов, исследование и освоение космоса и Мирового океана, развитие транспорта и связи, предупреждение и ликвидацию наиболее опасных заболеваний.

На съезде были избраны:
- Центральный Комитет КПСС: 241 член[6], 155 кандидатов в члены ЦК КПСС[7].
- Центральная ревизионная комиссия: 81 член[8].

## Состав избранного на съезде ЦК КПСС
Состав Центрального Комитета КПСС, избранного XXIV съездом партии:
Члены ЦК:
1. Абрасимов П. А.
2. Авраменко С. С.
3. Акулинцев В. К.
4. Александров А. П.
5. Алексеевский Е. Е.
6. Алиев Г. А.
7. Андропов Ю. В.
8. Антонов А. К.
9. Аристов Б. И.
10. Аскаров А. А.
11. Афанасьев С. А.
12. Ашимов Б. А.
13. Баграмян И. Х.
14. Байбаков Н. К.
15. Банников Н. В.
16. Басов А. В.
17. Батицкий П. Ф.
18. Бахирев В. В.
19. Бещев Б. П.
20. Блесков А. А.
21. Бодюл И. И.
22. Бондаренко И. А.
23. Бородин А. М.
24. Бородин П. Д.
25. Братченко Б. Ф.
26. Брежнев Л. И.
27. Брехов К. И.
28. Бугаев Б. П.
29. Булгаков А. А.
30. Бутома Б. Е.
31. Вадер А. П.
32. Васильев Н. Ф.
33. Ватченко А. Ф.
34. Ващенко Г. И.
35. Викторов А. В.
36. Воронов Г. И.
37. Воропаев М. Г.
38. Воротников В. И.
39. Восс А. Э.
40. Галаншин К. И.
41. Гапуров М. Г.
42. Гарбузов В. Ф.
43. Георгиев А. В.
44. Голдин Н. В.
45. Горбань Г. Я.
46. Горбачев М. С.
47. Горшков С. Г.
48. Горячев Ф. С.
49. Греков Л. И.
50. Гречко А. А.
51. Гришин В. В.
52. Гришин К. Н.
53. Гришманов И. А.
54. Громыко А. А.
55. Грушецкий И. С.
56. Грушин П. Д.
57. Дегтярев В. И.
58. Дементьев П. В.
59. Демичев П. Н.
60. Джавахишвили Г. Д.
61. Добрик В. Ф.
62. Добрынин А. Ф.
63. Долгих В. И.
64. Дрозденко В. И.
65. Дрыгин А. С.
66. Дымшиц В. Э.
67. Ежевский А. А.
68. Елютин В. П.
69. Епишев А. А.
70. Ермин Л. Б.
71. Ефремов М. Т.
72. Ештокин А. Ф.
73. Жигалин В. Ф.
74. Захаров М. В.
75. Захаров М. Е.
76. Зверев С. А.
77. Зимянин М. В.
78. Золотухин Г. С.
79. Иванникова М. С.
80. Ивановский Е. Ф.
81. Кавун В. М.
82. Казаков В. И.
83. Казанец И. П.
84. Калмыков В. Д.
85. Капитонов И. В.
86. Катушев К. Ф.
87. Келдыш М. В.
88. Кириленко А. П.
89. Кириллин В. А.
90. Киселёв И. И.
91. Киселёв Т. Я.
92. Клепиков М. И.
93. Коваленко А. В.
94. Кожевников Е. Ф.
95. Козлов Н. Т.
96. Козырь П. П.
97. Кокарев А. А.
98. Конев И. С.
99. Коновалов Н. С.
100. Конотоп В. И.
101. Корнейчук А. Е.
102. Коротков Б. Ф.
103. Корытков Н. Г.
104. Коспанов Ш. К.
105. Костандов Л. А.
106. Костоусов А. И.
107. Косыгин А. Н.
108. Кочинян А. Е.
109. Крахмалёв М. К.
110. Крылов Н. И.
111. Кузнецов В. В.
112. Кулаков Ф. Д.
113. Куликов В. Г.
114. Куличенко Л. С.
115. Кунаев Д. А.
116. Кутахов П. С.
117. Куцевол В. С.
118. Кэбин И. Г.
119. Лапин С. Г.
120. Лебедев Е. И.
121. Леонов П. А.
122. Лесечко М. А.
123. Ломакин В. П.
124. Ломако П. Ф.
125. Ломоносов В. Г.
126. Лутак И. К.
127. Ляшко А. П.
128. Лященко Н. Г.
129. Мазуров К. Т.
130. Манякин С. И.
131. Марисов В. К.
132. Марков Г. М.
133. Маряхин С. С.
134. Масленников Н. И.
135. Матчанов Н. М.
136. Мацкевич В. В.
137. Машеров П. М.
138. Месяц В. К.
139. Мжаванадзе В. П.
140. Микоян А. И.
141. Михайлов Г. Л.
142. Модогоев А. У.
143. Москаленко К. С.
144. Насриддинова Я. С.
145. Непорожний П. С.
146. Николаева-Терешкова В. В.
147. Ниязбеков С. Б.
148. Новиков В. Н.
149. Новиков И. Т.
150. Нуриев З. Н.
151. Огарков Н. В.
152. Орлов В. П.
153. Павлов В. Я.
154. Павлов Г. С.
155. Павловский И. Г.
156. Патоличев Н. С.
157. Патон Б. Е.
158. Пегов Н. М.
159. Пельше А. Я.
160. Пилотович С. А.
161. Подгорный Н. В.
162. Поляков И. Е.
163. Полянский Д. С.
164. Пономарёв Б. Н.
165. Попова М. Г.
166. Попова Н. В.
167. Приезжев Н. С.
168. Притыцкий С. О.
169. Прокофьев М. А.
170. Промыслов В. Ф.
171. Прохоров В. И.
172. Пузанов А. М.
173. Расулов Д.
174. Рашидов Ш. Р.
175. Родионов Н. Н.
176. Романов Г. В.
177. Руденко Р. А.
178. Руднев К. Н.
179. Румянцев А. М.
180. Русаков К. В.
181. Рыков В. Н.
182. Рябиков В. М.
183. Рябов Я. П.
184. Сенькин И. И.
185. Скачков С. А.
186. Скочилов А. А.
187. Славский Е. П.
188. Смирнов В. А.
189. Смирнов Л. В.
190. Снечкус А. Ю.
191. Соколов С. Л.
192. Соколов Т. И.
193. Соломенцев М. С.
194. Степаков В. И.
195. Струев А. И.
196. Сурганов Ф. А.
197. Суслов М. А.
198. Табеев Ф. А.
199. Титаренко А. А.
200. Титов В. Н.
201. Тихонов Н. А.
202. Тока С. К.
203. Токарев А. М.
204. Толстиков В. С.
205. Толубеев Н. П.
206. Трапезников С. П.
207. Тяжельников Е. М.
208. Умаханов М.-С. И.
209. Устинов Д. Ф.
210. Усубалиев Т.
211. Федосеев П. Н.
212. Филатов А. Д.
213. Флорентьев Л. Я.
214. Фурцева Е. А.
215. Хитров С. Д.
216. Храмцов А. И.
217. Худайбердыев Н. Д.
218. Цуканов Г. Э.
219. Цыбулько В. М.
220. Червоненко С. В.
221. Черненко К. У.
222. Черный А. К.
223. Чиряев Г. И.
224. Чуйков В. И.
225. Шавров И. Е.
226. Шакиров М. З.
227. Шевченко В. В.
228. Шелепин А. Н.
229. Шелест П. Е.
230. Шереметов А. С.
231. Шибаев А. И.
232. Шитиков А. П.
233. Школьников А. М.
234. Шокин А. И.
235. Шолохов М. А.
236. Щёлоков Н. А.
237. Щербицкий В. В.
238. Щетинин С. Н.
239. Юнак И. Х.
240. Якубовский И. И.
241. Яснов М. А.

Кандидаты в члены ЦК:
1. Алексеев П. Ф.
2. Апряткин С. С.
3. Ауельбеков Е. Н.
4. Базовский В. Н.
5. Бектурганов Х. Ш.
6. Белуха Н. А.
7. Беспалов И. П.
8. Бирюкова А. П.
9. Борисенко Н. М.
10. Бородин Л. А.
11. Ботвин А. П.
12. Будённый С. М.
13. Виноградов В. М.
14. Владыченко И. М.
15. Вороновский Н. А.
16. Всеволожский М. Н.
17. Георгадзе М. П.
18. Герасимов К. М.
19. Гетман А. Л.
20. Гончаров В. И.
21. Городовиков Б. Б.
22. Горчаков П. А.
23. Грибачев Н. М.
24. Грушевой К. С.
25. Грудков А. Ф.
26. Гуженко Т. Б.
27. Густов И. С.
28. Давыдов Н. И.
29. Дементьева Р. Ф.
30. Демиденко В. П.
31. Демченко В. А.
32. Доенин В. Н.
33. Егоров А. Г.
34. Есенов Ш.
35. Журин Н. И.
36. Зародов К. И.
37. Ибрагимов А. И.
38. Ильяшенко К. Ф.
39. Иноземцев Н. Н.
40. Иовчук М. Т.
41. Исаев В. Я.
42. Ишков А. А.
43. Кабалоев Б. Е.
44. Кабков Я. И.
45. Кальченко Н. Т.
46. Камалов К.
47. Кандренков А. А.
48. Караваев Г. А.
49. Карлов В. А.
50. Карпова Е. Ф.
51. Кахаров А.
52. Кириченко Н. К.
53. Клаусон В. И.
54. Клименко И. Е.
55. Климов А. П.
56. Князев Ф. К.
57. Козлов С. В.
58. Колдунов А. И.
59. Колесников А. Я.
60. Колчина О. П.
61. Кортунов А. К.
62. Кочемасов В. И.
63. Кочетков Н. Г.
64. Криулин Г. А.
65. Кручина Н. Е.
66. Кудинов И. П.
67. Куркоткин С. К.
68. Лаврентьев М. А.
69. Леин В. П.
70. Лигачёв Е. К.
71. Лобов С. М.
72. Лощенков Ф. И.
73. Лыкова Л. П.
74. Майоров А. М.
75. Макеев В. П.
76. Мальбахов Т. К.
77. Мальцев В. Ф.
78. Манюшис И. А.
79. Мельков Ю. Д.
80. Мешков Ф. С.
81. Морозов И. П.
82. Мужицкий А. М.
83. Мурадян Б. А.
84. Мусаханов М. М.
85. Никонов В. П.
86. Окунев В. В.
87. Оразмухамедов О. Н.
88. Павлов Г. П.
89. Папутин В. С.
90. Паскарь П. А.
91. Пастухов Б. Н.
92. Петровичев Н. А.
93. Петровский Б. В.
94. Пименов П. Т.
95. Поберей М. Т.
96. Погребняк Я. П.
97. Пономарев М. А.
98. Пономарев Н. А.
99. Попов Б. В.
100. Псурцев Н. Д.
101. Розенко П. А.
102. Романов А. В.
103. Рубен В. П.
104. Рубэн Ю. Я.
105. Савин С. Н.
106. Савинкин Н. И.
107. Салманов Г. М.
108. Сальникова Е. А.
109. Сменов В. С.
110. Сербин И. Д.
111. Сергеев М. И.
112. Сидоренко А. В.
113. Сизов А. А.
114. Синицын И. Ф.
115. Скулков И. П.
116. Слажнев И. Г.
117. Смирнов А. И.
118. Смирнов А. Н.
119. Смирнов Н. И.
120. Сологуб В. А.
121. Суюмбаев А. С.
122. Тарасов А. М.
123. Тарасов Н. Н.
124. Таратута В. Н.
125. Тартышев Н. Н.
126. Толкунов Л. Н.
127. Толубко В. Ф.
128. Третьяк И. М.
129. Трунов М. П.
130. Удалов А. П.
131. Удальцов И. И.
132. Усманов С. Н.
133. Федоров В. С.
134. Филатов А. П.
135. ФоминГ. И.
136. Фоминых А. М.
137. Фролов В. С.
138. Фурс И. Л.
139. Холов М.
140. Цвигун С. К.
141. Чаковский А. Б.
142. Чебриков В. М.
143. Черный В. И.
144. Чуркин А. Н.
145. Шайдуров С. А.
146. Шауро В. Ф.
147. Шашин В. Д.
148. Шевченко А. Ф.
149. Шибалов А. Н.
150. Шитов А. И.
151. Шумаускас М. Ю.
152. Щербина Б. Е.
153. Ягодкин В. Н.
154. Якубовский Ф. Б.
155. Янгель М. К.

## Состав избранной на съезде Центральной ревизионной комиссии
Члены Центральной ревизионной комиссии:
1. Александров-Агентов А. М.
2. Аникушин М. К.
3. Антонов С. Ф.
4. Арбатов Г. А.
5. Арутюнян Н. Х.
6. Белик П. А.
7. Березин А. И.
8. Боголюбов К. М.
9. Бузницкий А. Г.
10. Бушуев В. М.
11. Васягин С. П.
12. Голубев В. Н.
13. Горбач Ф. С.
14. Горегляд А. А.
15. Горкин А. Ф.
16. Горчаков А. К.
17. Гостев Б. И.
18. Денисова Р. Н.
19. Дзоценидзе Г. С.
20. Дмитриев И. Н.
21. Додор А. П.
22. Драгунский Д. А.
23. Елисеева Н. Г.
24. Ефремов Л. Н.
25. Жуков Г. А.
26. Загладин В. В.
27. Заколупин Н. А.
28. Замятин Л. М.
29. Затворницкий В. А.
30. Иксанов М. Б.
31. Качин Д. И.
32. Клычев А.-М.
33. Кобыльчак М. М.
34. Комарова Д. П.
35. Коновалов Н. Л.
36. Костюков И. И.
37. Круглова З. М.
38. Кудратов Ш.
39. Кулатов Т.
40. Кулиджанов Л. А.
41. Кусков Е. И.
42. Лебедев К. В.
43. Лобанок В. Е.
44. Лоцманова Г. П.
45. Мельникова З. В.
46. Микулич В. А.
47. Молдасанов Ж.
48. Новоселов Е. С.
49. Осетров Т. Н.
50. Павлов С. П.
51. Пеллер В. И.
52. Петрова Л. А.
53. Пигалев П. Ф.
54. Пулатов Э. П.
55. Рахманин О. Б.
56. Румянцев А. Ф.
57. Рыжов Н. С.
58. Сизов Г. Ф.
59. Симонов К. М.
60. Смирновский М. Н.
61. Смиртюков М. С.
62. Соныгина А. П.
63. Старовский В. Н.
64. Судариков Н. Г.
65. Тер-Газарянц Г. А.
66. Теребилов В. И.
67. Тимофеев Н. В.
68. Увачан В. Н.
69. Халдеев М. И.
70. Халилов К. А.
71. Харазов В. И.
72. Хренников Т. Н.
73. Цинев Г. К.
74. Чередниченко Е. Т.
75. Чураев В. М.
76. Шевченко Л. М.
77. Шикин И. В.
78. Шкуратов И. Ф.
79. Щербаков И. С.
80. Яковлев А. Н.
81. Ястребов И. П.

## Достижения, посвящённые съезду
XXIV съезду КПСС создатели АМС «Луна-16» посвятили доставку ею на Землю лунного грунта.

## Интересные факты
- На съезд не был приглашён член ЦК В. Е. Семичастный[11].
- Не попал на съезд кандидат в члены ЦК П. М. Елистратов, возможно, собиравшийся выступить на нём против Брежнева (см. статью о Елистратове).

## Отражение на почтовых марках
- Почтовый блок СССР 1970 года, посвящённый первой в мире доставке лунного грунта автоматической станцией, с надписью: «Полет „Луны-16“ посвящается XXIV съезду КПСС» (ЦФА [АО «Марка»] № 3950)
- Почтовая марка, выпущенная к XXIV съезду КПСС
- Почтовая марка, выпущенная к XXIV съезду КПСС
- Решение XXIV съезда КПСС
- Решение XXIV съезда КПСС
- Решение XXIV съезда КПСС
- Решение XXIV съезда КПСС
- Решение XXIV съезда КПСС